# Lasioglossum micheneri
Lasioglossum micheneri là một loài Hymenoptera trong họ Halictidae. Loài này được Moure mô tả khoa học năm 1956.